# Prisdang

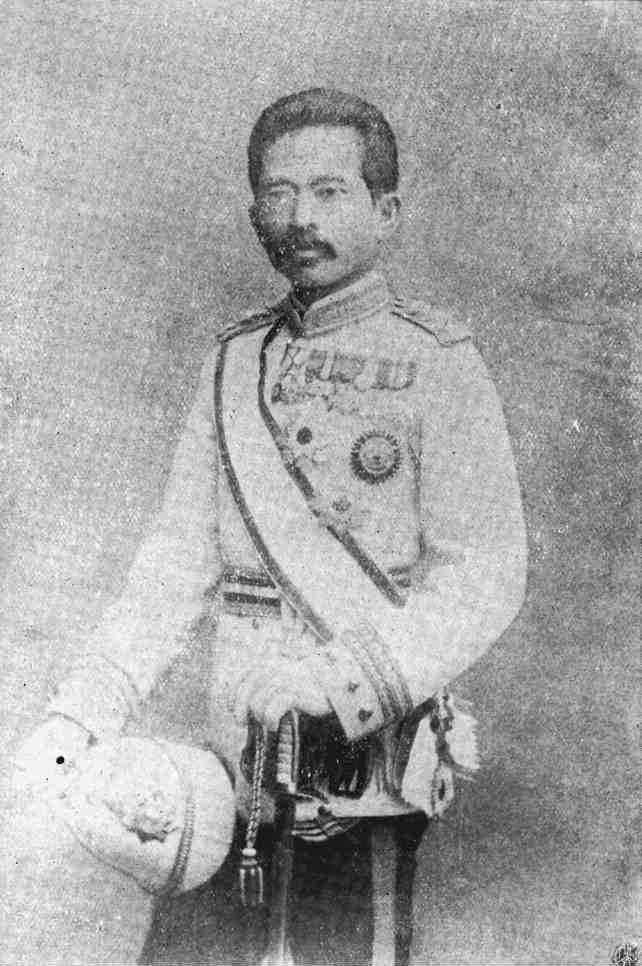
Prinz Prisdang Chumsai

Prinz Prisdang Chumsai (Pritsdank, Prisdanka, Choomsai, Jumsai; Thai พระวรวงศ์เธอ พระองค์เจ้าปฤษฎางค์; * 23. Februar 1851 in Bangkok; † 16. März 1935 ebendort) war ein thailändischer Diplomat und Schriftsteller.

## Ausbildung
Prinz Prisdang war der jüngste Sohn von Prinz Chumsai, dem vierten Sohn von König Rama III. von Siam, der kurz nach der Geburt Prisdangs am 2. April 1851 starb. Prisdang begleitete König Chulalongkorn (Rama V.) 1871 auf dessen erster Auslandsreise nach Singapur und blieb dort zu Studienzwecken. Da er sehr gute Leistungen zeigte, sandte ihn der König später nach England, um Ingenieurwesen zu studieren. Prisdang war damit der erste bekannte Siamese (Thailänder), der eine Ausbildung außerhalb des Landes genießen konnte – und zudem 1876 einen brillanten Abschluss erreichte. Wenig später kehrte er kurz nach Siam zurück, bevor er bei Unternehmen in England praktische Erfahrungen sammelte.

## Diplomatische Tätigkeit
Prisdang war 1879 erstmals in diplomatische Geschäfte verwickelt, als er in Paris für Fanny Knox als Dolmetscher tätig war. Fanny Knox war die Tochter des englischen Gesandten in Siam, Sir Thomas George Knox, und hatte einen Siamesen namens Phra Preecha geheiratet, der jedoch mit dem höchsten Beamten des Staates, Chaophraya Si Suriyawong, in Konflikt geraten war und hingerichtet wurde. Fanny Knox floh daraufhin Hals über Kopf aus Siam und wollte nun an der siamesischen Botschaft in Paris ihr Vermögen einklagen, das von Freunden Phra Preechas erschwindelt worden war.
Im Jahr nach dieser Affäre, die großes Aufsehen in Siam erregt hatte, wurde Prisdang für die Bunnag-Familie tätig und sorgte für die Neufassung mehrerer unfairer Handelsverträge. 1881 wurde er als erster gebürtiger Siamese Gesandter Siams in London. König Chulalongkorn verfolgte damit auch das Ziel, sich unabhängiger vom immer noch mächtigen Srisuriyawong zu machen und seine eigene Politik gegenüber den europäischen Mächten zu gestalten.

## Absturz
Nachdem England 1885 ganz Birma annektiert hatte und Frankreich in Vietnam koloniale Interessen durchsetzen konnte, war Chulalongkorn ernsthaft in Sorge und bat Prisdang um Rat für das weitere Verhalten Siams. Obwohl Prisdang zunächst ablehnte, weil er sich der Aufgabe nicht gewachsen fühlte, beharrte der König auf eine Antwort. Die kam auch, aber anders als er sich sie vorgestellt hatte: Prisdang und elf andere Personen verfassten eine 60 Seiten lange Denkschrift, in der die politische und kulturelle Situation Siams dargelegt sowie Reformen vorgeschlagen wurden. Unter den Autoren befanden sich die Prinzen Naris, Savastisophon und Sonabandit. Bei der Denkschrift handelte es sich um nichts anderes als die Niederlegung der ersten geschriebenen Verfassung Siams, wobei die Vorschläge darauf hinausliefen, den Übergang von einer absoluten zu einer konstitutionellen Monarchie vorzubereiten. Die Denkschrift ist heute bekannt als Ror Sor 103, wobei Ror Sor für Petition steht und 103 das Jahr der Rattanakosin-Zeitrechnung bedeutet. Der König war außer sich und antwortete, dass das Volk noch nicht reif für einen solchen Übergang sei.
Bei einer späteren Gelegenheit äußerte Prisdang deutliche Kritik an der polygamen Lebensweise Chulalongkorns, was diesen noch mehr erzürnte. Im Jahr darauf wurde Prisdang zusammen mit den anderen prinzlichen Unterzeichnern der Petition aus Europa nach Hause gerufen. Da Prisdang jedoch mit der Aufnahme Siams in den Weltpostverein beschäftigt war und an den Tagungen 1884 in Lissabon und 1885 in Berlin teilnahm, kehrte er erst sehr viel später nach Siam zurück. Mit Hilfe von Freunden konnte er Arbeit als Direktor der Post und des Telegraphenamtes finden. 1890 reichte er aus Enttäuschung über ausbleibende Beförderung seinen Rücktritt ein; er wurde mit dem siamesischen Kriegsminister nach Japan gesandt, wo er entfloh, bevor er eine Antwort auf sein Gesuch erhalten hatte. Diese Flucht war eine Majestätsbeleidigung.
Prinz Prisdang reiste in der Folge durch Indochina, die Malaiische Halbinsel und Birma, ehe er sich in Ceylon niederließ, wo er allem Weltlichen entsagte und als buddhistischer Mönch unter dem Namen Jinavaravaṃsa lebte. Er traf König Chulalongkorn 1897 auf dessen Durchreise nach Europa und schrieb in sein Tagebuch, dass dieser ihn um Rückkehr nach Siam gebeten hatte, um die Bemühungen zur Verbesserung der Religionsausübung zu unterstützen. 1898 bereiste Prisdang Nordindien und erwarb dort Relikte des Buddha, die er an den König nach Siam senden ließ.

## Späteres Leben
Prinz Prisdang kehrte 1911 nach Bangkok zurück, um an den Feierlichkeiten zur Einäscherung von König Chulalongkorn teilzunehmen, der im Jahr zuvor gestorben war. Er musste auf Betreiben auf Prinz Damrong Rajanubhab seine Robe niederlegen und wurde später auch nicht mehr als Angehöriger der Sangha angenommen. In seinen späten Jahren lebte Prisdang in Armut und schrieb seine Autobiographie, die er 1929 fertigstellte. Darin bedauerte er nicht die Abfassung der Petition, sondern die Art und Weise, wie sie an Chulalongkorn gelangt war.
Prinz Prisdang starb am 16. März 1935 in Bangkok, nachdem er die Einführung der konstitutionellen Monarchie in Siam 1932 noch hatte miterleben dürfen.